# Norman Hammond
Norman Hammond (10 de julio de 1944) es un arqueólogo, académico, mayista, británico, distinguido por sus trabajos y publicaciones sobre la civilización maya precolombina. 

## Datos biográficos
Estudió en Peterhouse, Universidad de Cambridge. Hammond es profesor en el departamento de arqueología de la Universidad de Boston, donde ha sido miembro de la facultad desde 1988.
Se ha especializado en los yacimientos mayas de las tierras bajas (continuación del Petén guatemalteco) en Belice. También ha escrito sobre la emergencia de sociedades complejas, término antropológico, en lo general, y sobre la historia de la arqueología.
Su trabajo en Mesoamérica, específicamente en Belice, se ha desarrollado en los siguientes yacimientos arqueológicos:
- Lubaantún (1970-1971),
- Nohmul (1973-1986),
- Cuello (1975-1986),
- La Milpa (desde 1992), en el Distrito de Orange Walk, Belice.

Además de sus cursos en la Universidad de Boston, Hammond ha sido profesor en la Universidad de Cambridge, en Inglaterra, en la Bradford University (UK), en la Universidad Rutgers, y ha sido también profesor visitante en la Universidad de California en Berkeley, en la Universidad de Jilin, China, la Sorbona de París y la Universidad de Bonn.
Norman Hammond ha sido miembro del Consejo Editorial del Journal of Field Archaeology y corresponsal en arqueología para el periódico The Times de Londres.
En 1998 Hammond fue elegido miembro de la British Academy sobre la base de sus méritos y contribuciones al conocimiento de la cultura maya. Es considerado un mayólogo distinguido.

## Obras publicadas
Entre los libros que Hammond ha publicado se encuentran:
- Cuello: An Early Maya Community in Belize. Cambridge University Press, Cambridge and New York (1991). (en inglés)
- Ancient Maya Civilization. Cambridge University Press and Rutgers University Press. (1982, Fifth edition 1994)
- Lubaantun: A Classic Maya Realm. Peabody Museum of Archaeology and Ethnology, Harvard University, Monograph 2. Cambridge, MA (1975).